# Matlhakola
Matlhakola è un villaggio del Botswana situato nel distretto Centrale, sottodistretto di Serowe Palapye. Il villaggio, secondo il censimento del 2011, conta 996 abitanti.

## Località
Nel territorio del villaggio sono presenti le seguenti 3 località:
- Matlhakola lands,
- Matlhakola Vet Gate di 1 abitante,
- Semakakwe